# Бахмайер, Георг
Георг Бахмайер (нем. Georg Bachmayer; 12 мая 1913, Фридольфинг, Германская империя — 8 мая 1945, близ Мюнцбаха, Австрия) — гауптштурмфюрер СС, шуцхафтлагерфюрер концлагеря Маутхаузен.

## Биография
Георг Бахмайер родился 12 мая 1913 года в коммуне Фридольфинг в Баварии. 7 лет посещал народную школу, после чего работал подсобным рабочим на кирпичном заводе. 14 апреля 1933 года был зачислен в ряды СС (№ 69535). 20 апреля 1933 года был принят в 34-й штандарт СС в Мюнхене. 1 мая 1933 года вступил в НСДАП (билет № 3204530). 20 января 1934 года поступил на службу в охранный батальон СС «Верхняя Бавария», охранявший концлагерь Дахау. 23 мая 1936 года был принят в недавно созданный штандарт СС «Верхняя Бавария» и с 10 сентября 1938 году был командиром взвода этого подразделения. В 1937 году в качестве артиллериста зенитного полка два месяца проходил обучение в армейском резерве. В марте 1938 года участвовал в Аншлюсе Австрии и осенью 1938 года в составе Фрайкора Генлейна в аннексии Судетской области.
1 января 1939 года поступил на службу в концлагерь Маутхаузен, где стал 1-м шуцхафтлагерфюрером. 30 января 1941 года ему было присвоено звание оберштурмфюрера СС. 22 октября 1942 года произошёл инцидент, рассмотренный судом СС и полиции в Вене: по дороге с полигона СС в Санкт-Георген-ан-дер-Гузене в главный лагерь в Маутхаузене Бахмайер и его второй водитель Антон Штрайтвизер попали в аварию, в которой погиб гражданский. Психически неуравновешенный пожилой мужчина выбежал перед мотоциклом, которым управлял Бахмайер, и погиб от удара. Благодаря показаниям нескольких очевидцев, предварительное разбирательство в отношении Бахмайера не было начато.
В ноябре 1943 года Бахмайер был некоторое время руководителем подлагеря Эбензее, однако через несколько недель был заменён Альфонсом Бентеле. До мая 1945 года оставался шуцхафтлагерфюрером в концлагере Маутхаузен. В его ведении находился не только весь лагерь с заключёнными, но и персонал СС. Бахмайер присутствовал при транспортировке вновь прибывавших заключенных и, как вспоминал бывший заключенный Милош Витек, принимал вновь прибывших: «Бахмайер заверил нас, что никто никогда не покидал Маутхаузен живым, что единственный выход отсюда — через дымоход, и что нам лучше идти „прямо на проволоку“.» Шутцхафтлагерфюрер отвечал за соблюдение лагерных правил и за исполнение официальных наказаний для заключенных. Кроме того, Бахмайер руководил казнями и в некоторых случаях сам проводил их. Он не только присутствовал при умерщвлениях газом, например, при убийстве 262 чехов в 1942 году, но и, по словам свидетелей, участвовал в разработке временного газвагена. Существовало бесчисленное количество сообщений о жестокости Бахмайера. Бывшие заключённые рассказывали о жестоком обращении, пытках и убийствах, совершенных им собственноручно. Бывший заключённый Герхард Кантхак сообщал следующее:

Из тысяч отдельных случаев, когда Бахмайер собственными руками убивал или мученически умерщвлял заключенных, здесь упоминаются только два. Однажды вечерняя перекличка в блоке 20 прошла неудачно, не хватало одного заключенного. В этом блоке 20 несчастные участники акции «Пуля» были размещены с соблюдением особых мер безопасности, о которых ещё предстоит рассказать, чтобы умереть там от голода. Когда отсутствие этого заключенного было замечено, все остальные заключенные во всем лагере должны были встать в очередь. В то же время началась поисковая операция, которая в конце концов увенчалась успехом, поскольку пропавший заключенный был найден в одном из обычных блоков, где он спрятался, надеясь таким образом избежать голодной смерти. Когда Бахмайер получил сообщение о том, что заключенный найден, он случайно оказался рядом с подписанным и составленным отчётом. Он буквально задрожал от радостного возбуждения и вполголоса сказал себе: «Я сам убью его», как это потом случилось
В начале мая 1945 года бежал вместе с руководящим персоналом из лагеря и нашёл убежище на ферме Прихетсберг близ Мюнцбаха, где его ждала жена Текла, выдавшая себя за беглянку, с двумя дочерьми Эльфридой и Брунхильдой. В ночь на 9 мая 1945 года покончил жизнь самоубийством после того, как убил свою жену и двух дочерей. 23 мая 1945 года тело Бахмайера было эксгумировано, и комиссией армии США была проведена идентификация. В 1948 году его тело было вновь экскгумировано и вместе с убитой семьей перезахоронено на восточном кладбище в Мюнцбахе.